# Brancou Badio
El Hadji Omar Brancou Badio (* 17. Februar 1999 in Rufisque) ist ein senegalesischer Basketballspieler.

## Werdegang
Badio, der den Spitznamen „Papi“ trägt, spielte als Jugendlicher für den Verein Saltigué in seiner Heimatstadt Rufisque. Er ging 2017 an die Canarias Basketball Academy auf die spanische Insel Teneriffa, 2019 wechselte Badio innerhalb Spaniens zum FC Barcelona. Zwischen 2019 und 2021 bestritt er für Barcelonas B-Mannschaft in der dritthöchsten spanischen Liga 54 Spiele, in der Saison 2020/21 kam er des Weiteren auf sieben Einsätze für Barcelona in der Liga ACB.
Im Sommer 2021 wurde erst Badios Ausleihe an den spanischen Zweitligisten Força Lleida CE vermeldet, er unterschrieb dann jedoch einen Vertrag beim deutschen Bundesligisten Skyliners Frankfurt. Badio bestritt 22 Bundesliga-Einsätze (10,6 Punkte/Spiel) für Frankfurt und stieg mit der Mannschaft aus der höchsten deutschen Spielklasse ab. Im Mai 2022 wechselte er nach Spanien zurück und wurde von Bàsquet Manresa verpflichtet. Dort gelang ihm vor allem im Laufe der Spielzeit 2023/24 ein großer Leistungssprung, Badio erzielte in dieser Saison im Durchschnitt 13,8 Punkte je Begegnung.
Er wechselte 2024 zum Valencia Basket Club.

### Nationalmannschaft
Er nahm 2021 mit Senegals Nationalmannschaft an der Afrikameisterschaft teil und wurde Dritter. Badio war während des Turniers mit 15,8 Punkten je Begegnung zweitbester Korbschütze seiner Mannschaft. Auch 2025 war er Teilnehmer der Afrikameisterschaft.